# Herredskirke Kirke
Herredskirke Kirke (tidl. Herredskirke) er en ensomt beliggende romansk kirke 5 km nord for Nakskov på Lolland. I modsætning til de fleste middelalderkirker er den ikke anlagt i tilknytning til en landsby. Frem til 2016 var den sognekirke for Herredskirke Sogn og derefter Utterslev-Herredskirke-Løjtofte Sogn. Kirken fik sit navn, fordi den lå midt i Lollands Nørre Herred.
Kirken bruges næsten ikke, og forfalder. Der er flere andre kirker i nærheden. I 2023 luftede menighedsrådet tanken om at rive kirken ned eller lade bygningen blive til en ruin eller at sælge den til et museum. I tilfælde af at kirken nedrives, vil det være den første middelalderkirke, der nedrives, siden Kolind Kirke blev revet ned og i 1918 blev erstattet af en ny.
Herredskirke blev i 1382 skrevet Herridskirke. Herredskirke er blevet et stednavn udover at være en betegnelse på en kirke med særlige funktioner i tilknytning til et herredsting.